# Port Hope Simpson Airport
Port Hope Simpson Airport är en flygplats i Kanada.   Den ligger i provinsen Newfoundland och Labrador, i den östra delen av landet, 1 600 km nordost om huvudstaden Ottawa. Port Hope Simpson Airport ligger 104 meter över havet.
Terrängen runt Port Hope Simpson Airport är platt åt sydost, men åt nordväst är den kuperad. Trakten runt Port Hope Simpson Airport är nära nog obefolkad, med mindre än två invånare per kvadratkilometer.. Närmaste större samhälle är Port Hope Simpson, 2,6 km norr om Port Hope Simpson Airport. 
Omgivningarna runt Port Hope Simpson Airport är i huvudsak ett öppet busklandskap.